# Щигліївська сільська рада
Щигліївська сільська рада — адміністративно-територіальна одиниця та орган місцевого самоврядування у Коростишівському районі Волинської округи, Київської й Житомирської областей Української РСР та України з адміністративним центром у с. Щигліївка.

## Населені пункти
Сільській раді були підпорядковані населені пункти:
- с. Щигліївка
- с. Вишневе
- с. Грубське
- с. Продубіївка
- с. Струцівка

## Населення
Відповідно до результатів перепису населення СРСР, кількість населення ради станом на 12 січня 1989 року становила 878 осіб.
Станом на 5 грудня 2001 року, відповідно до перепису населення України, кількість мешканців сільської ради становила 702 особи.

## Склад ради
Рада складалась з 14 депутатів та голови.

### Керівний склад сільської ради
| ПІБ                      | Основні відомості                                                         | Дата обрання | Дата звільнення |
| ------------------------ | ------------------------------------------------------------------------- | ------------ | --------------- |
| Вернигора Іван Федорович | Сільський голова, 1963 року народження, освіта                            | 26.03.2006   | 31.10.2010      |
| Вернигора Іван Федорович | Сільський голова, 1963 року народження, освіта вища, член Партії регіонів | 31.10.2010   |                 |

Примітка: таблиця складена за даними джерела

## Історія
Створена 1923 року в с. Щигліївка Водотиївської волості Радомисльського повіту Київської губернії. 16 січня 1923 року сільську раду ліквідовано, с. Щигліївка підпорядковане Продубіївській сільській раді Водотиївської волості. Відновлена 27 жовтня 1926 року в складі Коростишівського району Волинської округи. Ліквідована 6 лютого 1928 року, територію ради та с. Щигліївка передано до складу Продубіївської сільської ради Коростишівського району. Відновлена 13 червня 1930 року, відповідно до наказу Волинського ОВК № 38 «Про утворення нових сільрад у Волинській окрузі», в с. Щигліївка Продубіївської сільської ради Коростишівського району. На 1 жовтня 1941 року в підпорядкуванні значився х. Гуральня.
Станом на 1 вересня 1946 року сільська рада входила до складу Коростишівського району Житомирської області, на обліку в раді перебувало с. Щигліївка, х. Гуральня не перебував на обліку населених пунктів.
11 серпня 1954 року, відповідно до указу Президії Верховної ради Української РСР «Про укрупнення сільських рад по Житомирській області», підпорядковано села Видумка, Горіхове та Продубіївка Продубіївської сільської ради Коростишівського району. 2 вересня 1954 року, відповідно до рішення Житомирського облвиконкому № 1087 «Про перечислення населених пунктів в межах районів Житомирської області», с. Видумка передане до складу Кропивнянської сільської ради, с. Горіхове — до складу Шахворостівської сільської ради Коростишівського району. 5 березня 1959 року, відповідно до рішення Житомирського облвиконкому № 161 «Про ліквідацію та зміну адміністративно-територіального поділу окремих сільських рад області», підпорядковано села Грубське, Старий Тартак (згодом — Вишневе), Струцівка та х. Гале Болото ліквідованої Грубської сільської ради Коростишівського району.
На 1 січня 1972 року сільська рада входила до складу Коростишівського району Житомирської області, на обліку в раді перебували села Вишневе, Грубське, Продубіївка, Струцівка та Щигліївка.
Ліквідована 5 січня 2017 року внаслідок об'єднання до складу Коростишівської міської територіальної громади Коростишівського району Житомирської області.